# Li Na (Wasserspringerin)
Li Na (chinesisch 李娜, Pinyin Lǐ Nà; * 1. Mai 1984 in Hefei) ist eine ehemalige chinesische Wasserspringerin. Sie nahm einmal an Olympischen Spielen teil und gewann dabei zwei Medaillen.

## Karriere
Bei den Asienspielen 1998 in Bangkok gewann Li Na Silber vom Turm. Li nahm an den Olympischen Sommerspielen 2000 in Sydney teil. Sie startete im Turmspringen sowohl im Einzel-, als auch im Synchronwettbewerb. Im Einzel konnte Li Na mit 542,10 Punkten die Silbermedaille gewinnen, die sie mit Platz zwei hinter der Amerikanerin Laura Wilkinson (543,75 Punkte) und vor der Kanadierin Anne Montminy (540,15 Punkte) erreichte. Im Synchronwettbewerb startete Li Na zusammen mit Sang Xue. Dort konnten sie mit 345,12 Punkten die Goldmedaille vor dem Duo Émilie Heymans und Anne Montminy aus Kanada (312,03 Punkte) und den Australierinnen Rebecca Gilmore und Loudy Tourky (301,50 Punkte) gewinnen. Bei den Asienspielen 2002 in Busan konnte sie vom Turm erneut die Silbermedaille gewinnen.